# Pekka Halonen
Pekka Halonen (1865 - 1933) fue un pintor de paisajes y personas finlandesas en el estilo romántico nacional. Sus temas favoritos fueron el paisaje finlandés y su gente, que describió en su estilo realista.

## Estilo
Halonen hizo una crónica del paisaje finlandés y su gente. Se interesó desde temprano por el simbolismo, pero el sintetismo decorativo de Gauguin, así como los grabados en madera japoneses, tuvieron una impresión más profunda en su trabajo.
Muchas de sus pinturas representan escenas sencillas de su entorno cotidiano, como Sauna en la nieve (1908), que captura vívidamente la quietud y la sutil fragancia de la nieve recién caída. Cuando a principios del siglo XX la existencia de Finlandia se vio amenazada, Halonen se esforzó por fomentar un sentido de orgullo nacional a través de interpretaciones simbólicas del paisaje finlandés.
Halonen declaró que nunca pintó para nadie más que para sí mismo. En su opinión, "el arte no debe sacudir los nervios como el papel de lija, debe producir una sensación de paz".

## Galería
|                                |
| Los cortadores de césped, 1891 |

|                             |
| El tocador de kantele, 1892 |

|                |
| El atajo, 1892 |

|                                          |
| Leñadores alrededor de una hoguera, 1893 |

|                                       |
| Domingo en la cabaña del colono, 1894 |

|                       |
| Día de invierno, 1895 |

|                           |
| Pioneros en Karelia, 1900 |

|                        |
| Cazador de lince, 1900 |

|               |
| Madonna, 1902 |

|                |
| Barquero, 1908 |

|                         |
| Deporte de verano, 1922 |